# Altitude (Album)
Altitude ist ein Jazzalbum von Joe Morris, William Parker und Gerald Cleaver. Die am 17. Juni 2011 entstandenen Aufnahmen erschienen 2012 auf AUM Fidelity.

## Hintergrund
Gitarrist Joe Morris, Bassist William Parker und Schlagzeuger Gerald Cleaver, die zuvor noch nie als Gruppe zusammengearbeitet hatten, trafen sich auf Drängen von Labelchef Steven Joerg für zwei Sessions, die im The Stone in New York im Rahmen einer zweiwöchigen, von AUM kuratierten Serie stattfanden. Parker tauchte seinen Bass im zweiten Teil gegen die Sintir, eine marokkanische dreisaitige Laute, ein. Die Tracks 1 und 2 dokumentieren die Gesamtheit des ersten Auftritts, die Tracks 3 und 4 sind Auszüge aus dem zweiten Auftritt.
Jeder der Beteiligten kennt den anderen aus verschiedenen Kooperationen, notierte John Sharpe; Cleaver und Parker bildeten zwei Drittel des Improvisationskollektivs Farmers By Nature, während Parker neben Morris im Triumvirat Eloping with the Sun (AUM Fidelity, 2003) auftrat und der Gitarrist und Schlagzeuger beide beim Vision Festival 2010 zu Jean Carla Rodeas Azares zählten.

## Titelliste
- Joe Morris / William Parker / Gerald Cleaver: Altitude (AUM Fidelity – AUM073)[2]

1. Exosphere 26:21
2. Thermosphere 25:22
3. Troposphere 12:04
4. Mesosphere 8:39

Die Kompositionen stammen von Joe Morris, William Parker und Gerald Cleaver.

## Rezeption

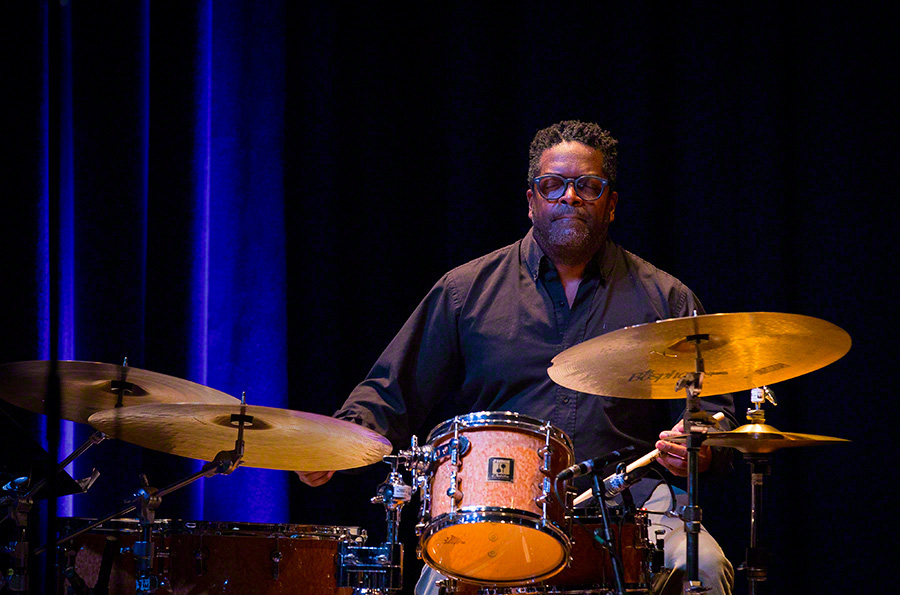
Gerald Cleaver (2016)

Nach Ansicht von Mark Corroto, der das Album in All About Jazz rezensierte, habe sich jeder Spieler zu den Prinzipien „Einer für alle“ und „Alle frei [spielen]“ verpflichtet. Das heißt, dass jeder Spieler die Musik in unterschiedliche Richtungen ziehe, während er gleichzeitig seinen Partnern zuhöre und auf sie reagiere. Diese letzten beiden Begriffe (Zuhören und Reagieren) seien äußerst wichtig, um die Energie während der vier langen Improvisationen aufrechtzuerhalten. Stück für Stück würde das Trio seinen Dreierdialog aufbauen und dabei auf das klassische Modell des Aufbaus von Spannung und anschließender Entspannung verzichten.
Die Vertrautheit aus vorherigen Kooperationen würde sicherstellen, dass es nicht die Zögerlichkeit gebe, sich erst kennenzulernen, die bei manchen ersten musikalischen Begegnungen auftrete. Alle drei sprängen direkt hinein und spönnen Fäden, schrieb John Sharpe (All About Jazz). Inspiriert durch die langen Darbietungen von John Coltrane und Cecil Taylor (obwohl sie überhaupt nicht danach klingen), behalte das Trio im ersten längeren Stück (mehr als 50 Minuten, unterteilt in die ersten beiden Titel, die den gesamten Eröffnungssatz umfassen) ein drängendes Tempo bei. In einer relativ geradlinigen Umsetzung entstehe das Abenteuer aus der unaufhörlichen Suche, während das Trio durch einen stetig erblühenden Bewusstseinsstrom obsessiv alle Möglichkeiten einer einzigen Stimmung herauspresse.
In den beiden gemeinsam improvisierten Auftritten drehe sich alles um die Vorwärtsbewegung, wobei alle drei Spieler einen konstanten Vortrieb genießen, schrieb Shaun Brady in JazzTimes. Die zwei kürzeren Abschnitte aus dem zweiten Satz, in denen Parker seinen Bass gegen die Sintir eintauscht, beginne damit, dass der Bassist einen afrikanischen Groove vorschlage, worauf Morris mit einer jubelnden Melodie antworte, die an malische Musik erinnere. Dieser Impuls werde in diesen Auszügen stärker verfolgt, wobei Parkers rekursiver, perkussiver Sintir und Gesang diesen Stücken einen feierlichen, rituellen Aspekt verleihe.
Es sei immer ein Genuss, Parker dabei zuzuhören, wie er unermüdlich sein Ding mache, meinte Jason Bivins in Dusted, aber man müsse zugeben, dass Cleavers unglaubliche Snare-Arbeit noch mehr fasziniere, angetrieben von Subtilität und Kraft auf eine Art und Weise, die Morris’ kontinuierliche Variation von Tempo, Attacke und Intervallfokus erleichtere und ergänze. Altitude sei ein weiteres Stück hochmoderner Improvisation dieser Musiker und ein weiterer Beweis für Morris’ Meisterschaft.